# Las Vegas de Táriba
Las Vegas de Táriba es un sector del municipio Cárdenas, del estado de Táchira (Venezuela). Es de gran importancia para el Municipio Cárdenas y sus alrededores [cita requerida].
Su población es de aproximadamente 15.000 habitantes [cita requerida], y se sitúa al margen del Río Torbes al oeste de Táriba a 888 metros sobre el nivel del mar, en 7°49´42´´ de latitud (norte) y  -72°12´31´´ de longitud (oeste), a solo 2,02 de la ciudad de Táriba.
Cuenta con varios comercios como el Supermercado Garzón que es el supermercado más importante del municipio y también restaurantes, panaderías, quincallas, ventas de repuestos y materiales de construcción.
Su principal arteria vial es la carretera Trasandina que conecta el sector con Cordero y las ciudades de Táriba y San Cristóbal. Aunque también tiene conexiones con los sectores de: Sabaneta, Palo Gordo, Arjona, San Rafael de Cordero, Altos de Paramillo, El Junco Páramo entre otros.
Próximamente se planea construir una avenida hacia Cordero para mejorar el tránsito automotor en la zona.
Es una de las ciudades más caóticas de Venezuela, ya que fue el epicentro de las protestas de 2014 y 2017, las más caóticas en la historia del país.
Ha sufrido muchos desastres por culpa de ser cercana al Río Torbes. El 13 de octubre de 2016, vivieron su mayor tragedia, además de las fuertes lluvias que azotaron el día y el desborde total del Río Torbes y de la Quebrada La Chivata, tubos que ya tenían más de 50 años de vida que yacían bajo la Urbanización Las Trinitarias, al lado de la Panadería CasaPan, estallaron y dejaron a varios municipios sin el vital líquido; esta tragedia duró días para sanarse, uno de los golpes más duros al estado andino.